# 호두항 (통영시)
호두항(Hodu Fishing Port)은 경상남도 통영시 한산면 용호리, 용초도 섬에 있는 어항이다. 1999년 1월 1일 국가어항으로 지정되었다. 관리청은 해양수산부 동해어업관리단, 시설관리자는 통영시장이다. 2000년 기본시설계획을 수립했다.
호두항은 통영시 남측의 한산도 바로 밑인 용호리에 위치하고 있다. 용호리는 일제강점기인 1914년 전래의 마을 용초동과 호두동을 병합하면서 두 지명의 머리 글자인‘용’과 ‘호’자를 따서 용호리로 칭한데서 유래되었다

## 개요
호두항은 한산도에서 남쪽으로 1km쯤 떨어진 용초도 동쪽 해안마을인 호두마을에 있다. 이렇게 작은 섬 마을의 어항이 국가어항으로 지정된 것은 기상악화시 대피항과 한산도 남쪽 해역에서 조업하는 어선들의 중간보급기지로 활용하기 위해서다. 호두항의 어업인구는 230여명이며, 지방어선은 80여척에 달한다.
호두항 어민들은 일반어업보다는 양식업을 주로 하고 있다. 주로 마을 근처의 바다에서 미역을 양식한다. 호두마을은 전형적인 섬 마을로 여전히 때묻지 않은 인정과 깨끗한 바다가 간직되어 있다. 북쪽 해안의 줄곧 바다를 따라가는 도로는 길가의 바다가 깨끗하고 주변 풍광도 아름다워서 자분자분 걷기에 좋다. 그 길의 중간쯤에는 세상에서 가장 바다와 가까운 성싶은 한산초등학교 용호분교가 자리잡았는데 주변 풍광과 교사가 아름다워서 영화 《국화꽃 향기》가 촬영되기도 했다.
용초도와 이웃한 죽도에는 음력 정월 초하루와 보름날 사이에 어민들의 안녕과 풍어를 기원하는 300여년 역사를 가진 남해안 별신굿(국가무형문화재 제82-라호)이 열린다.

## 어항 연혁
호두항의 기본시설계획은 2000년에 수립되었고, 2003년 실시설계를 실시하여 2004년 착공하였다. 2011년 기준으로는 매립공사와 함께 어항시설공사가 한창 진행 중이다.

## 어항 구역
호두항의 어항구역은 다음과 같다.
- 수역: 용호리동측 돌단부에서 N45°E방향으로 100m 이동한 점, 이점에서 N45°W방향으로 450m 이동한 점, 이점에서 S45°W방향으로 육지부를 연결하는 선을 따라 형성된 공유수면[3]

## 시설 현황
선착장 3기와 부잔교 1기가 있으며, 동방파제 290m 공사가 진행 중이며, 서방파제 210m, 물양장 260m 등 항만시설이 연차적으로 축조될 예정이다.